# Three Rivers Traction Company
La Three Rivers Traction Company s'occupe de l'opération des tramways électriques de la Cité des Trois-Rivières de 1915 à 1931. La compagnie productrice d'électricité North Shore Power Company est le principal actionnaire. La Three Rivers Traction Company sera acquise par la Saint Maurice Transport Company en 1931. Quant aux tramways, ils seront définitivement remplacés par des autobus à essence en 1933.

## Chronologie des opérateurs de transports
1915 - 1931 : Three Rivers Traction Company
1931 - 1975 : Saint Maurice Transport Company
1975 - 1979 : Ville de Trois-Rivières
1979 - 2001 : Corporation intermunicipale de transport des Forges
Depuis 2002 : Société de transport des Trois-Rivières

## Annexes

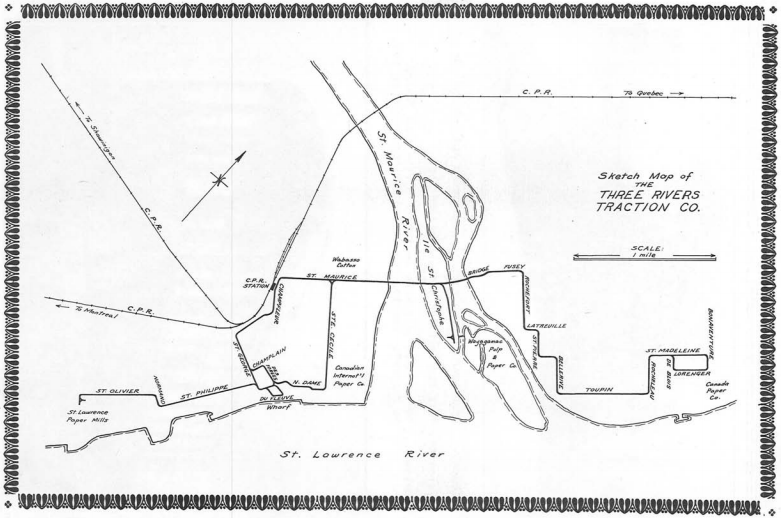
Ligne de la Three Rivers Traction Company.
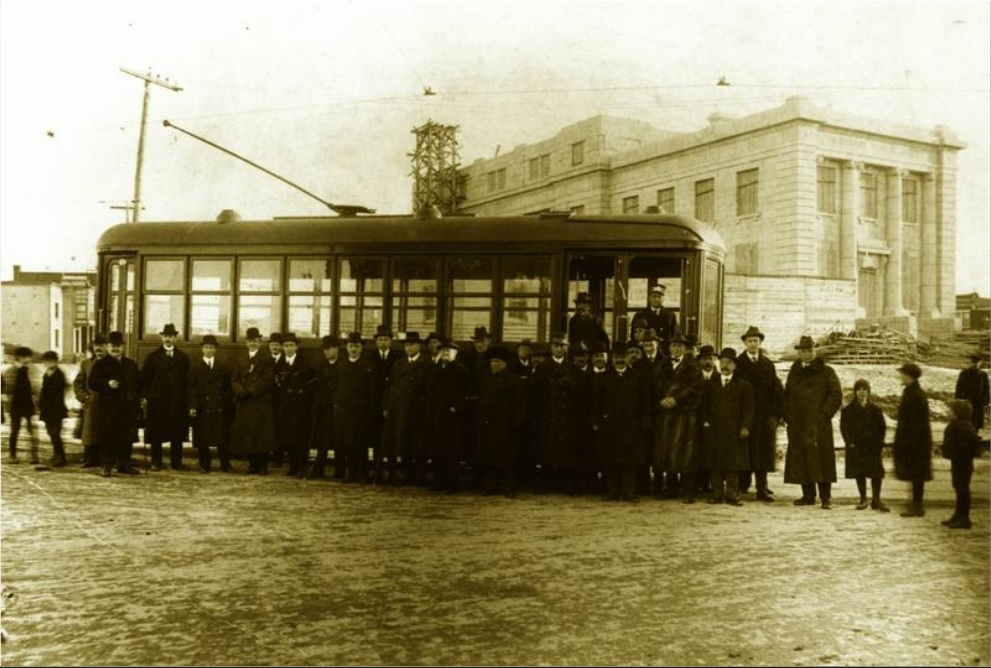
Le tramway devant l'actuel Bureau de poste vers 1917.